# Regurgitate
A Regurgitate svéd goregrind együttes volt. 1990-ben alakultak Stockholmban, és 2009-ben oszlottak fel.  
A 2000-es nagylemezük, a Carnivorous Erection borítója felkerült a Pitchfork Media "minden idők legrosszabb albumborítói" listájára. A borító felkerült továbbá a Loudwire "legbotrányosabb rock albumborítók" listájára is.

## Tagok
- Rikard Jansson - ének (1990-2009), basszusgitár (1992-1994)
- Urban Skytt - gitár (1993-2009)
- Jocke Petterson - dob (1999-2009)
- Johan Jansson - basszusgitár (2006-2009)

## Korábbi tagok
- Johan Hansson - basszusgitár (1990-1998)
- Mats Nordrup - dob, gitár (1990-1993)
- Peter Stjärnvind - dob (1993-1998)
- Glen Sykes - basszusgitár (2002-2006) vokál (2003)

## Diszkográfia
- Effortless Regurgitation of Bright Red Blood (1994)
- Carnivorous Erection (2000)
- Hatefilled Vengeance (2002)
- Deviant (2003)
- Sickening Bliss (2006)